# Takuya Takei
Takuya Takei (japanisch 武井 択也 Takei Takuya; * 25. Januar 1986 in der Präfektur Tochigi) ist ein japanischer Fußballspieler.

## Karriere
Takei erlernte das Fußballspielen in der Universitätsmannschaft der Ryūtsū-Keizai-Universität. Seinen ersten Vertrag unterschrieb er 2008 bei Gamba Osaka. Der Verein spielte in der höchsten Liga des Landes, der J1 League. 2008 gewann er mit dem Verein den AFC Champions League. 2008 und 2009 gewann er mit dem Verein den Kaiserpokal. 2010 wurde er mit dem Verein Vizemeister der J1 League. Am Ende der Saison 2012 stieg der Verein in die J2 League ab. 2013 wurde er mit dem Verein Meister der J2 League. Für den Verein absolvierte er 95 Ligaspiele. 2014 wechselte er zum Erstligisten Vegalta Sendai. Für den Verein absolvierte er 18 Erstligaspiele. 2016 wechselte er zum Zweitligisten Matsumoto Yamaga FC. Für den Verein absolvierte er 38 Ligaspiele. Ende 2017 beendete er seine Karriere als Fußballspieler.

## Erfolge
Gamba Osaka
- AFC Champions League

Sieger: 2008
- J1 League

Vizemeister: 2010
- Kaiserpokal

Sieger: 2008, 2009
Finalist: 2012